# Seznam slovenskih violinistov
Seznam slovenskih violinistov.

## A
Božena Angelova - 
Matic Anžej -
Drago Arko -
Petra Arlati-Kovačič -
Matej Avšič - Patricija Avšič -
Rudolfina Avšič -

## B
Volodja Balžalorsky -
Vera Belič -
Đorđe Berak -
Tamara Bakardzijeva - Žiga Brank -
Dejan Bravničar - 
Jernej Brence -
Branko Brezavšček -
Maja Burger-Silič -
Anja Bukovec -
Aleksander Brus -
Klemen Bračko -
Matjaž Bogataj - Branko Brezavšček

## C
Maja Cerar -
Žiga Cerar -
Iztok Cergol -
Ols Cinxo - Igor Coretti-Kuret - Ajda Cvek -
Bojan Cvetrežnik -

## Č
Tina Čeh (violinistka) - Vesna Čobal Marta (Vesna Čobal)

## D
Albert Dermelj -
Marijana Dizdarević -
Oliver Dizdarević -
Danijela Djordjević - Ana Dolžan -
Milena Dostal -
Marijan Dović -
Igor Dražil -
Tomislav Dražil - Barja Drnovšek -
Romeo Drucker -
Davor Duh -

## E
Bojan Erjavec -

## F
Marko Fabiani -
Alenka Fabiani-Mulej - Urška Fajdiga -
Andrej Feguš -
Filip Feguš -
Alenka Firšt -
Leo Funtek -

## G
Jelka Glavnik -
Zlatka Godec -
Igor Grasselli - Dejan Gregorič -
Lidija Grkman -

## H
Vladimir Hrovat -
Žarko Hrvatič -

## I
Avgust Ivančič - 

## J
Klavdija Jarc - Jaroslav Jeřabek - Marko Jerbič - Mojca Jerman - Nada Jevđenijević-Brandl -
Milko Jurečič -

## K
Miroslav Kalaš -
Marjan Karuza -
Silva Katavić -
Irina Kevorkova -
Rok Klopčič -
Miran Kolbl -
Romana Kokalj -
Andrej Kopač -
Darko Kordič - Marjeta Korošec Delcoutre -
Gorjan Košuta - Petra Kovačič -
Damjana Kožar - Katja Krajnik (Kralj) -
Tina Krajnik -
Matija Krečič -
Lucija Kreuh -
Jurij Križnič -
Mojca Križnič -
Lucija Krišelj - Peter Kuhar (violinist)

## L
Roman Leskovic - Dušan Lipovšek - Oskar Longyka -
Radko Lukša -
Domen Lorenz - Tomaž Lorenz

## M
Barbara Matos -
Vasilij Meljnikov - 
Mojca Menoni -
Božo Mihelčič -
Tine Mihelič -
Erika Mordej -
Lucija Mlakar - 
Anita Marić -
Ana Julija Mlejnik Železnik - Ana Mezgec

## N
Jasmina Nanut -
Marija Naveršnik -
Gabriela Neculcea -
Danica Koren Neuvirt - Primož Novšak

## O
Jelena Oršolić -
Igor Ozim -

## P
Oksana Pečeny -
David Petrič -
Maja Peternel - Kazimir Dušan Petrič -
Majda Petrič Facchinetti -
Zdravko Pleše -
Danica Počkaj -
Janez Podlesek -
Miha Pogačnik - Taras Poljanec -
Natalija Popov Vesel -
Matjaž Porovne -
Alenka Maier Popov - 
Nina Pirc -
Petar Prendžov

## R
Karlo Rupel -
Elizabeta Rauter -

## S
Dušan Sancin - Vida Sebastian - Armin Sešek -
Miloš Simić -
Monika Skalar -
Sabina Skalar - Manja Slak - Sidika Smailović Bravničar - Tanja Sonc -
Tjaša Spasić -
Fran Stanič -
Jelka Stanič -
Ana Stadler -

## Š
Saša Šantel - Črtomir Šiškovič - Vladimir Škerlak - Nika Škodič -
Andreja Škrbec - 
Rado Šteharnik -
Zorislava Štupnik (Zora Štupnik-Dobeic) -
Tatjana Špragar

## T
Andrej Tičar -
Nadežda Tokareva -
Sonja Trampevska -
Lana Trotovšek -
Gregor Traven -

## U
Vida Udovič -
Igor Ulokin -
Inga Ulokina -
Margarita Ulokina

## V
Josip Vedral - Vesna Velušček - Dušan Vodišek

## Z
Barbara Zalaznik Matos - Rok Zaletel Černoš -
Rok Zgonc -
Slavko Zimšek -
Viktorija Zimšek -
Monika Zupan -
Brina Nataša Zupančič -
Andreja Zupanc

## Ž
Marina Žižek - Karel Žužek